# Château de Saint-Point
Le château de Saint-Point, aussi appelé château de Lamartine, est situé sur la commune de Saint-Point en Saône-et-Loire, à flanc de pente, à proximité de l'église. Son propriétaire le plus illustre fut le poète Alphonse de Lamartine.
Il fait l’objet d’un classement au titre des monuments historiques depuis septembre 1972 (cabinet de travail et salon). Cette protection est complétée le 26 janvier 1989 (par un classement des façades et toitures, salle à manger, grand salon) et par une inscription (des bâtiments annexes) à cette même date.
C'est l'un des quatorze lieux d'exception ouverts au public réunis depuis une vingtaine d'années au sein de « La Route des châteaux en Bourgogne du Sud ».

## Description

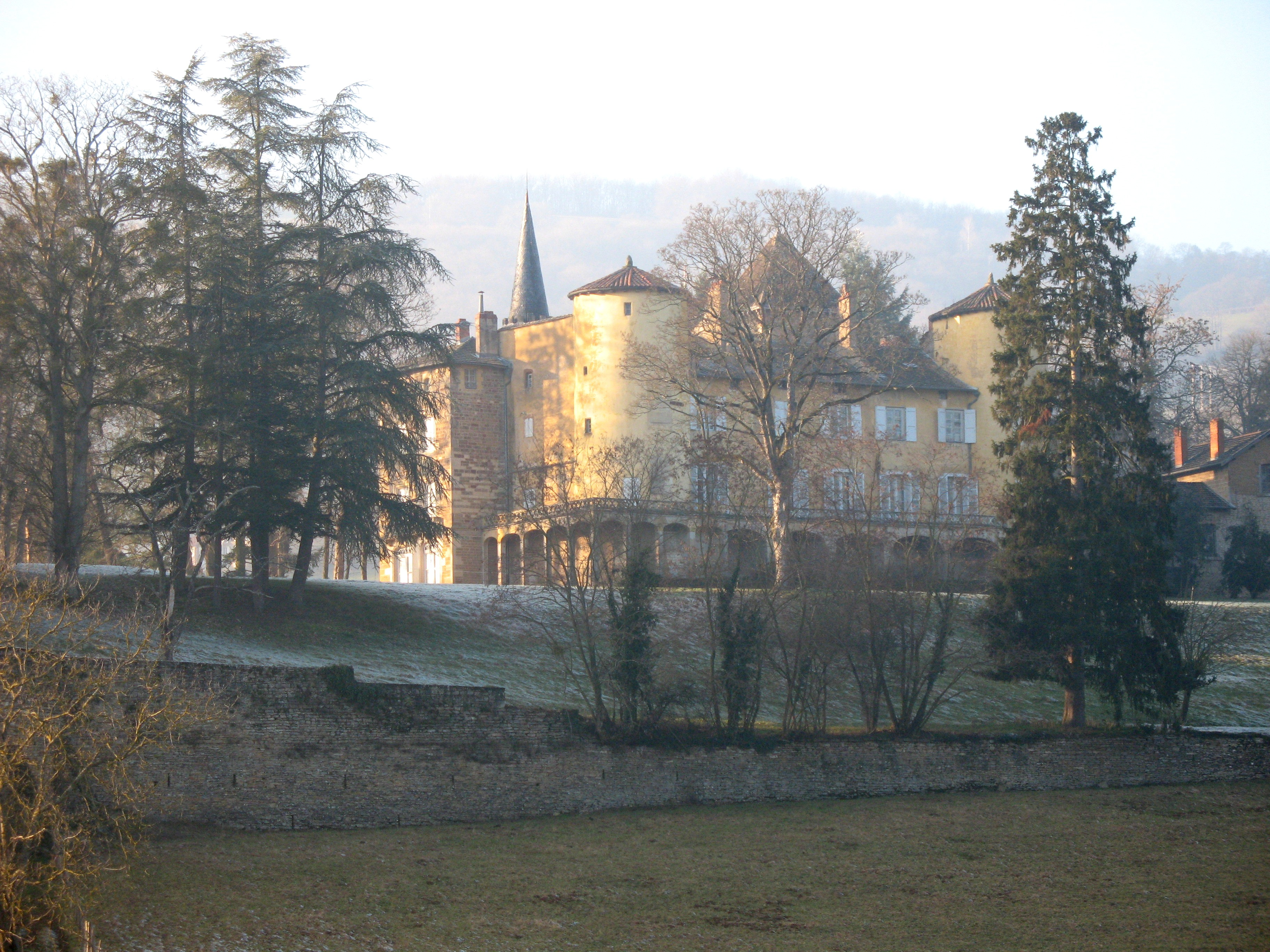
Château de Saint-Point.

La construction se compose d'un corps de logis central de plan rectangulaire entre deux gros pavillons carrés en légère avancée sur sa façade ouest. Les fenêtres de la façade est ont été pourvues au XIXe siècle de balconnets à appui-corps en fer forgé, aménagés en avant de leurs allèges.
À la même époque, une porte passante, surmontée d'un fronton cintré et précédée d'un escalier, a été percée entre le rez-de-chaussée et le premier étage de la façade ouest.
La façade orientale est précédée d'une vaste cour rectangulaire entourée de communs et fermée par une grille et une porte cochère sans couronnement, donnant sur la route.
Le parc est séparé par un mur du cimetière communal où se trouve le caveau familial dans lequel repose Alphonse de Lamartine.

Le château est une propriété privée. La visite est autorisée.

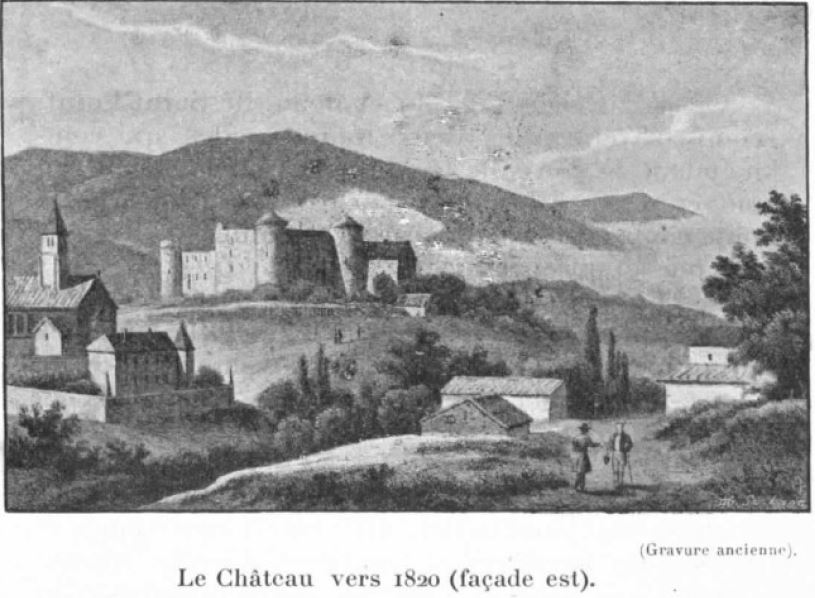
le château en 1820
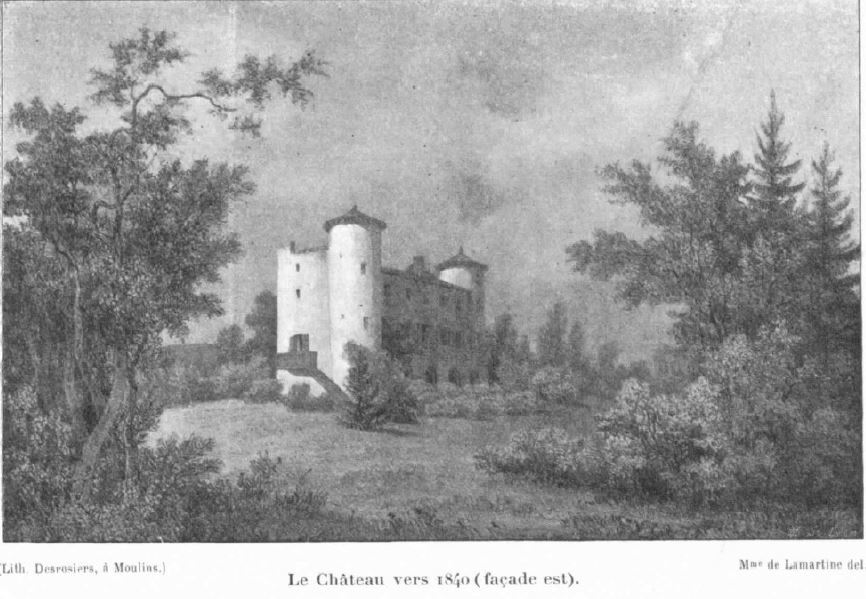
le château en 1840
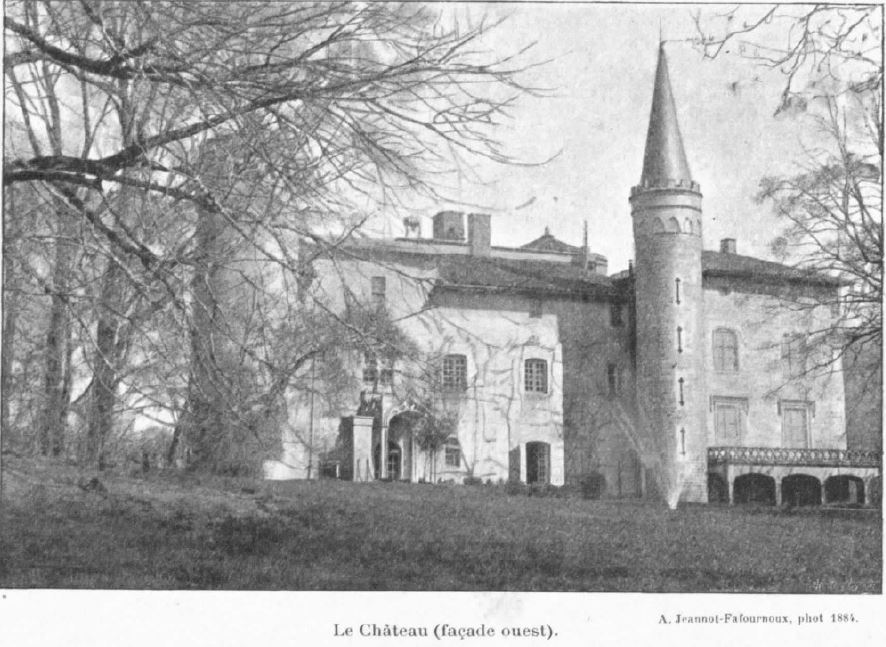
le château en 1884
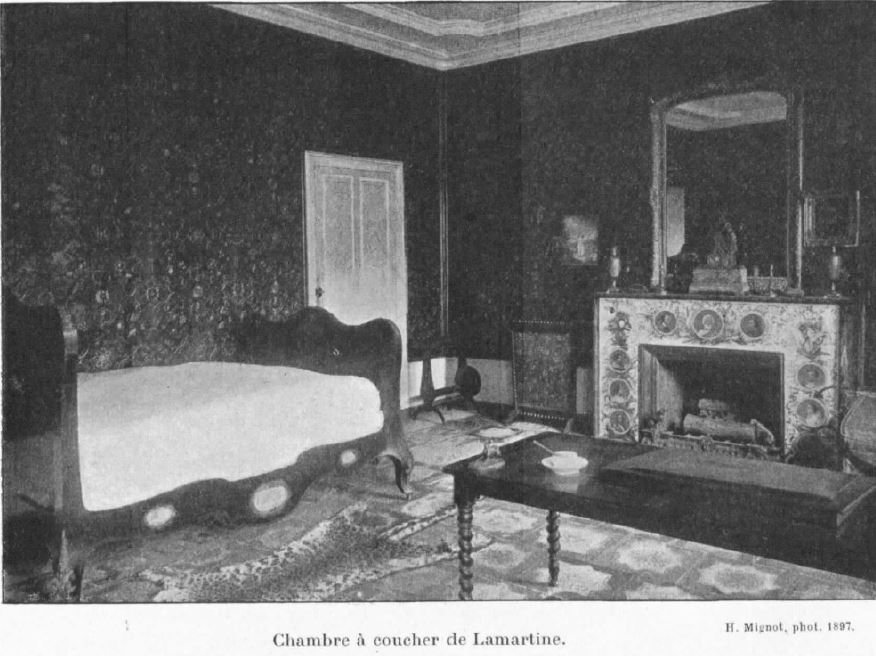
Chambre à coucher de Lamartine

## Historique

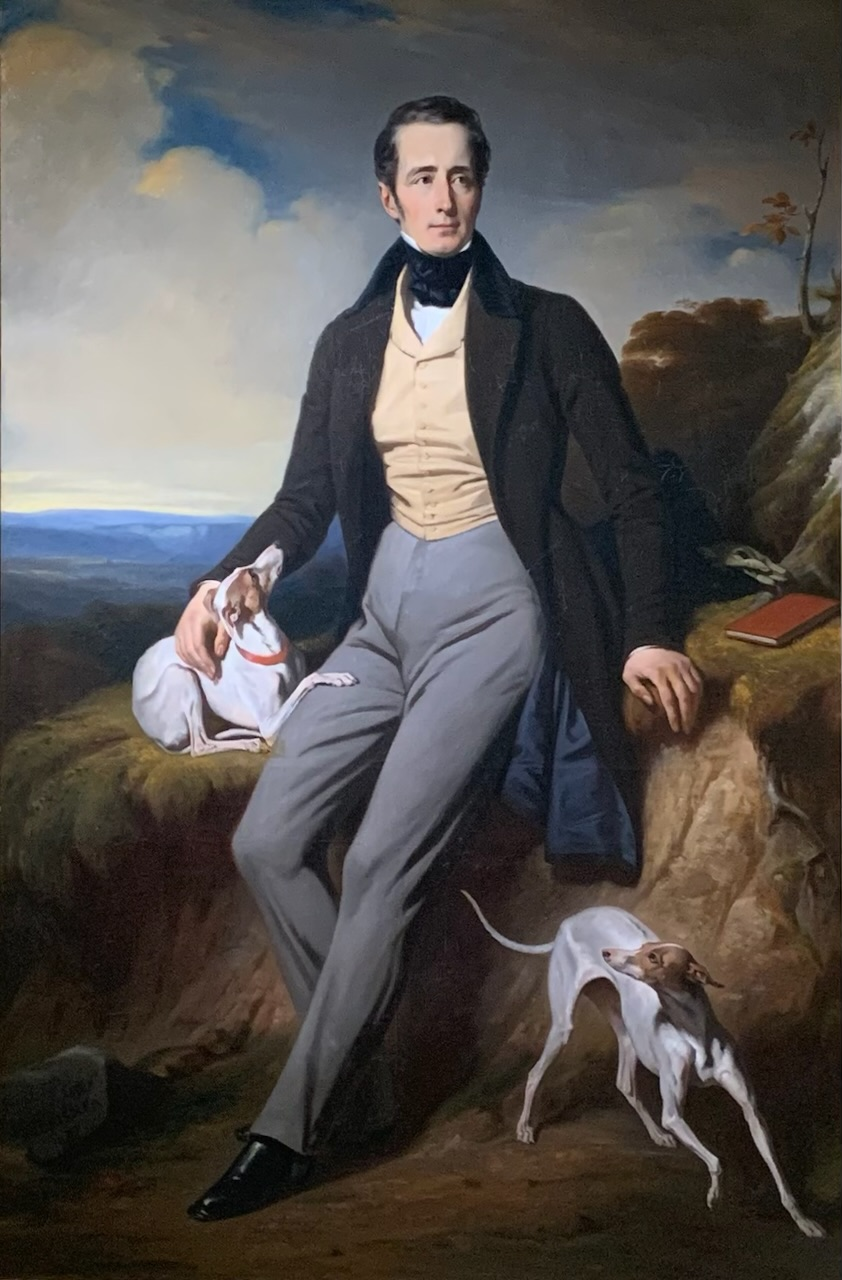
Alphonse de Lamartine peint par De Caisne.

- Fin du XIe siècle : il y a dès cette époque des seigneurs de Saint-Point, mais on ignore la date de construction du château. Selon certains écrits des archives de l'abbaye de Cluny, il aurait été un des châteaux forts qui protégeait l'Abbaye de ses ennemis. Une légende raconte d'ailleurs qu'un tunnel relierait les deux édifices.
- 1471 : le château est  assiégé et pris par les Français
- 1629 : Claire de Saint-Point, épouse d'Antoine de La Tour Saint-Vidal, institue pour héritier son petit-fils Claude de Rochefort d'Ally dont la famille porte de gueules, à la bande ondée d’argent, accompagnée de six merlettes du même en orle, couronne de comte, tenants : deux anges en soutane bleue de diacre.
- 1668 : Jean-Baptiste de Rochefort d'Ailly, fils du précédent et d'Anne de Lucinge, devient comte de Saint-Point.
- 1734 : décès de Jean Amédée de Rochefort d'Ailly, comte de Saint-Point, fils du précédent et de Catherine Brulart de Sillery.
- 1762 : Anne-Claudine de Rochefort d'Ailly, fille de Claude-Gabriel-Amédée de Rochefort d'Ailly, épouse Charles-Louis Testu de Balincourt, maréchal de camp.
- 1776 : le précédent vend le château à Esprit-François-Henri de Castellane, marquis de Castellane, qui devient marquis de Saint-Point.
- 1789 : le 30 juillet 1789 le château est  dévasté par les habitants.
- 1802 : Esprit-Boniface-Henri de Castellane, vicomte de Castellane, fils puîné du précédent et héritier de Saint-Point, endetté, cède le bien à Pierre de Lamartine (1752-1804), ancien capitaine de cavalerie au régiment du Dauphin et chevalier de l'ordre de Saint-Louis.
- 1820 : le poète Alphonse de Lamartine reçoit le domaine de son père Pierre lors de son mariage avec Marianne Birch ; le jeune ménage fait restaurer le château.
- De 1852 à 1855 : séduit par le style gothique anglais, Lamartine complète la construction par un donjon, une galerie, des créneaux. Le tout est ceinturé par un grand jardin à l'anglaise.
- 1869 : à la mort du poète, la propriété passe à sa nièce, Valentine de Cessiat.
- 1894 : à la mort de Valentine de Lamartine, le 16 mai 1894 le château revient à ses trois nièces : Mlle de Belleroche, Mme Violot et Mlle de Senevier, et il leur est racheté, le  19 novembre 1894 par  Pierre-Jean-Charles de Montherot.
- Époque moderne : propriété du comte de Noblet d'Anglure, petit-fils du précédent.
- 2006 : rachat du château par Philippe Mignot, futur maire de la commune en 2008-2016. Il en assure l'entretien, la préservation de l'ambiance d'époque et les visites.

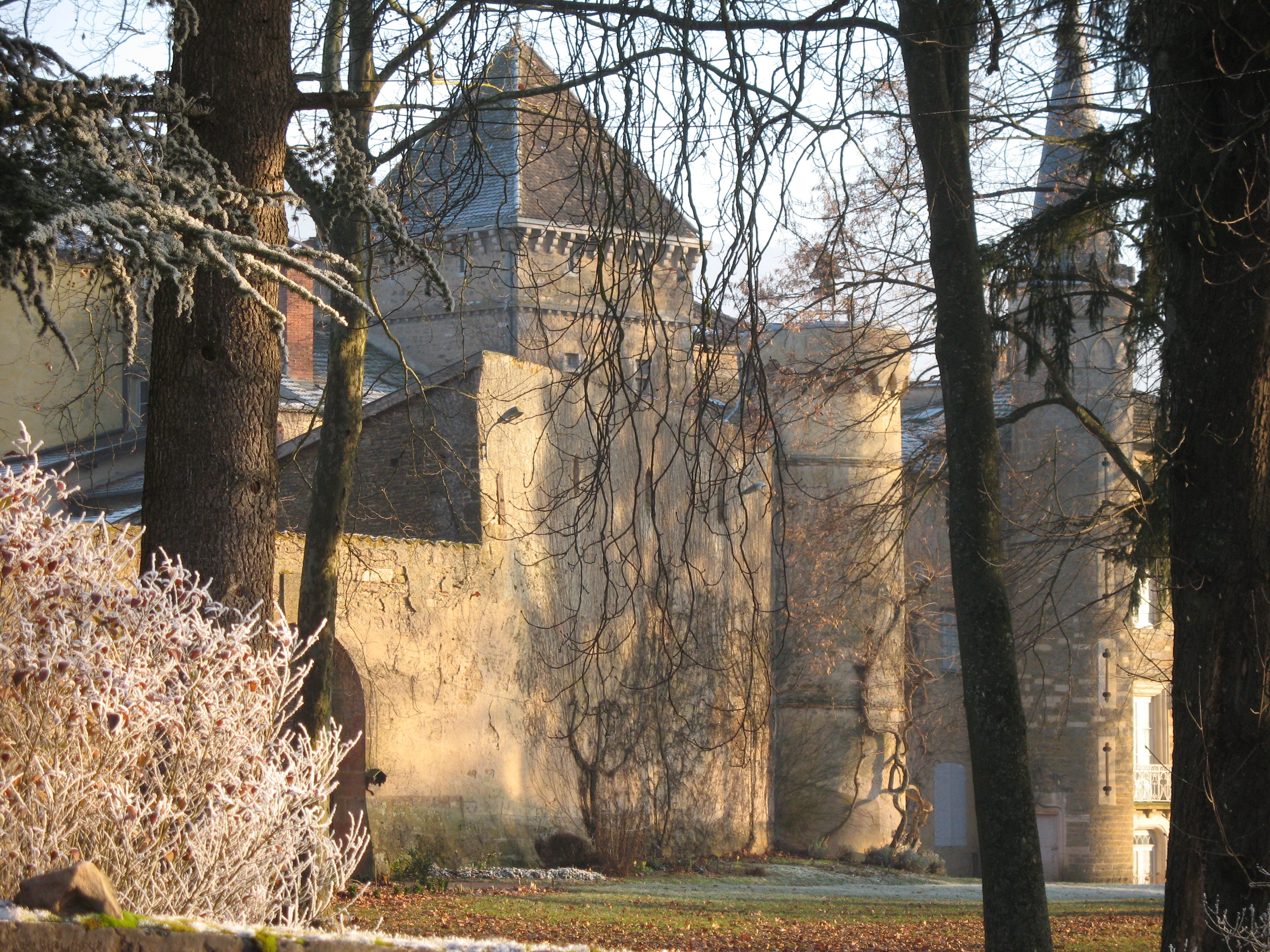
Château de Saint-Point.